# Våtgropspindel
Våtgropspindel (Silometopus elegans) är en spindelart som först beskrevs av O. Pickard-Cambridge 1872.  Våtgropspindel ingår i släktet Silometopus och familjen täckvävarspindlar. Arten är reproducerande i Sverige. Inga underarter finns listade i Catalogue of Life.